# Gevlekt rietkapoentje
Het gevlekt rietkapoentje (Coccidula scutellata) is een kever uit de familie van de lieveheersbeestjes (Coccinellidae).
De imago wordt 2,5 tot 3 mm lang en is oranje- tot bruinrood, met vijf zwarte vlekken op de dekschilden. 
De soort komt verspreid voor in een groot deel van het Palearctisch gebied.